# Dayron Robles
Dayron Robles (født 19. november 1986 i Guantanamo, Cuba) er en cubansk atletikudøver (hækkeløber), der (pr. august 2008) er indehaver af verdensrekorden på mændenes 110 meter hækkeløb med en tid på 12.87 sekunder. Robles vandt guldmedaljen på distancen ved OL i Beijing 2008.